# Кејсивил (Илиноис)
Кејсивил (енгл. Caseyville) град је у америчкој савезној држави Илиноис.

## Демографија
По попису из 2010. године број становника је 4.245, што је 65 (-1,5%) становника мање него 2000. године.
| Група             | 2000.         | 2010.         |
| Белци             | 3.759 (87,2%) | 3.332 (78,5%) |
| Афроамериканци    | 338 (7,8%)    | 417 (9,8%)    |
| Азијати           | 7 (0,2%)      | 21 (0,5%)     |
| Хиспаноамериканци | 152 (3,5%)    | 390 (9,2%)    |
| Укупно            | 4.310         | 4.245         |